# Eusarca snellenaria
Eusarca snellenaria är en fjärilsart som beskrevs av Paul Dognin 1890. Eusarca snellenaria ingår i släktet Eusarca och familjen mätare. Inga underarter finns listade i Catalogue of Life.